# عبادة
العبادة هي إظهار التقدير والاحترام والتكريم والإخلاص. غالبًا ما تتم هذه الممارسة في السياقات الدينية، حيث تشير إلى تقديس عميق لكائن إلهي أو قوة خارقة للطبيعة. ومع ذلك، يمكن للعبادة أن تمتد إلى ما هو أبعد من الأوساط الدينية وتظهر في أشكال مختلفة، بما في ذلك عبادة الأبطال. يشمل نطاق أنشطة العبادة التبجيل أو العشق أو التسبيح أو الدعاء أو الإخلاص أو السجود أو الخضوع. سواء تم إجراؤها من خلال صلاة بسيطة أو حفل مفصل، بشكل فردي أو في إطار جماعي، بشكل غير رسمي أو رسمي، وبقيادة شخصية معينة، فإن الغرض الأساسي من العبادة هو تكريم الموضوع بطريقة ذات معنى.

## العبادة في اللغة
جاء في معجم المعاني الجامع أن العبادة تعني الخضوع للإله على وجه التعظيم. كما تعني الطاعة والخضوع والتذلل كما قال الجوهري وغيره.

## أنواع العبادة في الإسلام
عبادة قلبية: و يندرج ضمنها: توحيد الله والإخلاص له.
عبادة بدنية: و تشمل الصلاة والصوم.
عبادة مالية: و تشمل الزكاة.
عبادة مالية وبدنية: و يندرج ضمنها الحج.

## العبادة في البوذية
تتمحور العبادة في البوذية حول مفاهيمها الأساسية من أداء الصالحات ورياضة النفس والخلوص من الشهوات والخطايا ويكون ذلك باتباع تعاليم بوذا.
ولا يوجد أعمال مخصوصة يقوم بها البوذي عبادة بنية إجلال الله. حيث أن البوذية دين مبني على فلسفة بوذا في الحياة وهي أن آلام الإنسان مصدرها شهوات الإنسان التي ينبغي له أن يضبطها.
فمعنى العبادة في البوذية عام وشامل لكن لا علاقة له بالخضوع للإله.

## العبادة في اليهودية
العبادة في اليهودية تتلخص باتباع الشرائع اليهودية الواردة في أسفار موسى والعهد القديم آو الشرائع الشفوية الواردة في شروحات الحاخامات المكتوبة في التلمود.
قديما عندما كان اليهود في بيت المقدس كان تقديم القرابين هو أبرز أشكال العبادة في اليهودية. لكن بعد خروج اليهود من بيت المقدس فرضت الصلاة عليهم وهي أفضل أنواع العبادة بحسب التلمود. تتلى الصلاوات في اليهودية ثلاث مرات في اليوم، صباحا وظهرا وبعد غروب الشمس. كما يجتمع اليهود لأداء الصلاة في الكنيسة يوم السبت واليوم الأول من كل شهر وأيام الأعياد. كما يؤدي اليهود صلاتهم وقوفا ولذلك تسمى بالعبرية ب«صلاة الوقوف». وتبدأ الصلاة بشكر الله والثناء عليه وتنتهي به وبينها يضمن اليهودي مناشداته الخاصة.
الاحتفال بالأعياد اليهودية وأكل الطعام الحلال من أشكال العبادة في اليهودية.
هناك أيضا شرائع فيما يخص تنظيم حياة الفرد والأسرة والمجتمع كالملبس والعلاقات بين أفراد الأسرة والمجتمع.

## العبادة في المسيحية
يغلب على صفة العبادة في المسيحية أنها تكون قلبية وذهنية بالدرجة الأولى. ويكون الاتصال بالله بالقلب والتركيز ذهنيا على الله. أما صفة الجسد فهي ثانوية ولا تشترط وضعية معينة كالوقوف أو الجلوس أو غير ذلك.
الصلاة في المسيحية وهي ابرز أشكال العبادة لدى المسيحيين تكون فردية. يجتمع المسيحيين للعبادة في الكنيسة يوم الأحد، يقرؤون جزءا من الإنجيل، ويترنمون ثم يستمعون للخطبة.
الصوم والصدقة في المسيحية من أشكال العبادة وهي اختيارية. أما الصوم فلا يوجد وقت محدد له لكن يفضل بعض المسيحيين الصيام أيام الجمعة والأيام التي تسبق عيد الفصح.
أما الحج فلم يأمر المسيح بالحج لأي مكان مقدس، وإنما يقوم المسيحيون بزيارة بيت المقدس ليروا المكان الذي عاش فيه المسيح لكن بنية العبادة.